# 19e étape du Tour d'Italie 1998
Pour un article plus général, voir Tour d'Italie 1998.
La 19e étape du Tour d'Italie 1998 a lieu le 4 juin 1998 entre Cavalese et Plan di Montecampione. Elle est remportée par Marco Pantani.

## Récit
Superbe duel dans cette étape de montagne entre les deux premiers du classement général Marco Pantani et Pavel Tonkov. Dès le pied de l'ascension finale, Pantani attaque. Tonkov s'accroche et effectue toute l'ascension dans la roue du Maillot Rose. À 2 km de l'arrivée, il finit cependant par décrocher après une nouvelle accélération du Pirate. Pantani s'envole alors et prend près d'une minute à Tonkov en 2 kilomètres. De son côté, l'ancien leader Alex Zülle qui avait dominé les deux premières semaines de course, subit une énorme défaillance et perd plus de 30 minutes.

## Classement de l'étape
| \| 1. \| Marco Pantani \| \| Mercatone Uno \| en \| \| \| 2. \| Pavel Tonkov \| \| Mapei-Bricobi \| + \| 57 s \| \| 3. \| Giuseppe Guerini \| \| Polti \| \| 3 min 16 s \| |                  |  |               |    |            |
| 1. | Marco Pantani    |  | Mercatone Uno | en |            |
| 2. | Pavel Tonkov     |  | Mapei-Bricobi | +  | 57 s       |
| 3. | Giuseppe Guerini |  | Polti         |    | 3 min 16 s |

## Classement général
| \| 1. \| Marco Pantani \| \| Mercatone Uno \| en \| \| \| 2. \| Pavel Tonkov \| \| Mapei-Bricobi \| + \| 1 min 28 s \| \| 3. \| Giuseppe Guerini \| \| Polti \| \| 5 min 11 s \| |                  |  |               |    |            |
| 1. | Marco Pantani    |  | Mercatone Uno | en |            |
| 2. | Pavel Tonkov     |  | Mapei-Bricobi | +  | 1 min 28 s |
| 3. | Giuseppe Guerini |  | Polti         |    | 5 min 11 s |